# Kenka Lekovich
Kenka Lekovich (* 27. September 1962 in Rijeka Jugoslawien) ist eine freischaffende Autorin, die in Triest lebt. 

## Leben
Für ihr Schreiben erhielt Lekovich 1985 eine erste Anerkennung beim Wettbewerb "Istria Nobilissima". Sie zog 1990 nach Triest, wo sie seit 1993 als Journalistin eingetragen ist. 1995 erschien in Venedig ihr erster Roman La strage degli anatroccoli, der beim Premio Giuseppe Berto und beim Premio Montblanc in die Auswahl kam. Im Jahr 2003 war sie im Rahmen des Grazer Kulturhauptstadtjahres eingeladen und wurde im Folgejahr zur Stadtschreiberin von Graz erwählt. Für die Video-Oper von Fausto Romitelli und Paolo Pachini An index of metals schrieb sie das Libretto. Für die Triestiner Kleinbühnen „Teatro dei Fabbri Trieste“ und  „Teatro Miela Trieste“ hat sie kleinere Arbeiten geschrieben. 

## Schriften
- Der Zug hält nicht in Ugovizza. 12 Grenzgeschichten und eine („Se improvvisamente il treno si fermasse a Maglern“, 2010). Alpha-Beta-Verlag, Meran 2010 ISBN 978-88-7223-155-5 (aus dem Italienischen übersetzt von Sepp Mall).
- I speak Gulasch und andere Texte. Drava-Verlag, Klagenfurt 2006, ISBN 978-3-85435-467-3 (aus dem Italienischen übersetzt und mit einem Nachwort versehen von Primus-Heinz Kucher).
- Fausto Romitelli, Paolo Pachini: An index of metals. Video opera for soprano soloist, ensemble, multimedia projection and electronics. Edition Cyrès 2005 (1 CD und 1 DVD).
- La strage degli anatroccoli. Marsilio, Venezia 1995, ISBN 88-317-6196-X.